# Финал Кубка СССР по футболу 1983
Финал Кубка СССР по футболу 1983 состоялся 8 мая 1983 года. Донецкий «Шахтёр» переиграл харьковский «Металлист» со счётом 1:0 и стал обладателем Кубка СССР.

## Путь к финалу
| Шахтёр Донецк   | Шахтёр Донецк | Шахтёр Донецк      | Этап        | Металлист       | Металлист | Металлист          |
| --------------- | ------------- | ------------------ | ----------- | --------------- | --------- | ------------------ |
| Соперник        | Место         | Счёт               |             | Соперник        | Место     | Счёт               |
| Жальгирис       | Дома          | 3:0                | 1/16 финала | Кайрат          | Дома      | 0:0 (по пен. 6:5)  |
| Спартак Москва  | В гостях      | 2:2 (доп. вр. 1:0) | 1/8 финала  | Арарат Ереван   | В гостях  | 4:2                |
| Динамо Москва   | В гостях      | 1:1 (доп. вр. 2:0) | 1/4 финала  | Торпедо Кутаиси | Дома      | 0:0 (по пен. 5:3)  |
| Зенит Ленинград | Дома          | 1:1 (по пен. 4:2)  | 1/2 финала  | ЦСКА Москва     | В гостях  | 0:0 (доп. вр. 1:0) |

## Ход финального матча
Донецкий «Шахтёр» и харьковский «Металлист» в первый раз встречались в рамках финала в истории кубков СССР. Кроме того, этот поединок стал первым в рамках турнира в целом, ранее на какой-либо стадии Кубка СССР эти команды между собой не встречались.
С самого начала поединка наметилась жёсткая атлетичная борьба. Игра могла стать довольно грубой, но арбитр В. Бутенко предъявил жёлтую карточку футболисту «Шахтёра» Игорю Юрченко, тем самым погасив ненужные страсти. Постепенно «Шахтёр» овладел территориальным и игровым преимуществом, организовывая настойчивые атаки на ворота соперника. Особую угрозу для «Металлиста» создавали угловые и штрафные удары Михаила Соколовского. На 23-й минуте был открыт счёт. Стремительный проход по правому флангу нападающего горняков Виктора Грачёва завершился точной передачей в центр штрафной площади, где мяч нашёл Сергей Ященко, отправивший его прицельным ударом в сетку ворот «Металлиста». У харьковчан в атаке не ладилось и лишь на исходе первого тайма им удалось создать первый опасный момент у ворот соперника: вратарь Валентин Елинскас с большим трудом отбил штрафной удар вышедшего на замену Леонида Саакова.
Во втором тайме у «Металлиста» также было мало шансов сравнять счёт. Самый опасный из них случился на 75-й минуте. когда «Шахтёр» пропустил острейшую атаку противников. Лишь замешательство Юрия Тарасова на завершающем ударе спасло горняков от гола. Таким образом счёт остался прежним до самого финального свистка и «Шахтёр» праздновал свою четвёртый титул обладателя Кубка СССР по футболу.

## Отчёт о матче
| Шахтёр Донецк | 1:0   | Металлист |
| ------------- | ----- | --------- |
| Ященко 23′    | Отчёт |           |

| ШАХТЁР:         |  |                     |  |     |
|                 |  |                     |  |     |
| Вр              |  | Валентин Елинскас   |  |     |
| Зщ              |  | Алексей Варнавский  |  |     |
| Зщ              |  | Александр Сопко     |  |     |
| Зщ              |  | Игорь Симонов       |  |     |
| Зщ              |  | Владимир Пархоменко |  |     |
| ПЗ              |  | Валерий Рудаков     |  |     |
| ПЗ              |  | Сергей Ященко       |  | 74' |
| ПЗ              |  | Михаил Соколовский  |  |     |
| ПЗ              |  | Сергей Морозов      |  | 63' |
| ПЗ              |  | Игорь Юрченко       |  |     |
| Нап             |  | Виктор Грачёв       |  |     |
| Замены:         |  |                     |  |     |
| ПЗ              |  | Сергей Акименко     |  | 63' |
| ПЗ              |  | Игорь Петров        |  | 74' |
| Главный тренер: |  |                     |  |     |
| Виктор Носов    |  |                     |  |     |

| МЕТАЛЛИСТ:      |  |                    |  |     |
|                 |  |                    |  |     |
| Вр              |  | Юрий Сивуха        |  |     |
| Зщ              |  | Виктор Каплун      |  |     |
| Зщ              |  | Ростислав Поточняк |  |     |
| Зщ              |  | Александр Бойко    |  | 46' |
| Зщ              |  | Виктор Камарзаев   |  |     |
| ПЗ              |  | Сергей Кузнецов    |  |     |
| ПЗ              |  | Леонид Ткаченко    |  |     |
| ПЗ              |  | Виктор Сусло       |  | 63' |
| ПЗ              |  | Владимир Линке     |  |     |
| ПЗ              |  | Станислав Берников |  | 41' |
| Нап             |  | Юрий Тарасов       |  |     |
| Замены:         |  |                    |  |     |
| ПЗ              |  | Леонид Сааков      |  | 41' |
| Зщ              |  | Александр Горбик   |  | 46' |
| ПЗ              |  | Сергей Мотуз       |  | 63' |
| Главный тренер: |  |                    |  |     |
| Евгений Лемешко |  |                    |  |     |